# Минеральные источники Шумнинские
Минеральные источники Шумнинские (Шумные горячие ключи) — минеральные источники на полуострове Камчатка.
Расположены термальные источники в узком ущелье истока реки Шумной, стекающей с Корякского перевала (между вулканами Корякским и Арик). В ущелье, где несётся бурный поток, из скальных стен и у их подножий выбиваются горячие струйки воды. Температура источников около 35 °C.